# Arsenal de Koishikawa

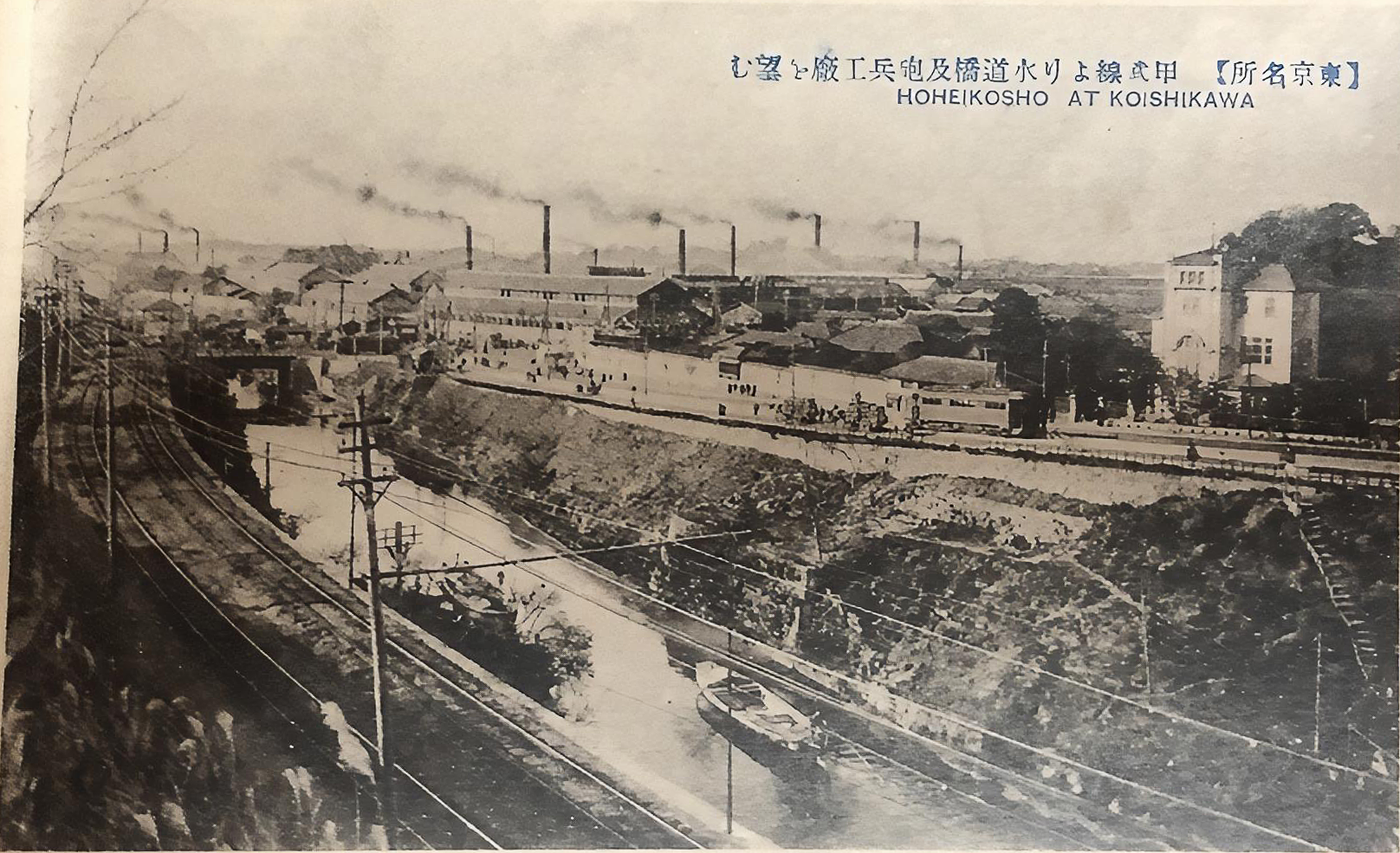
Arsenal de Koishikawa à Tokyo, vers 1920

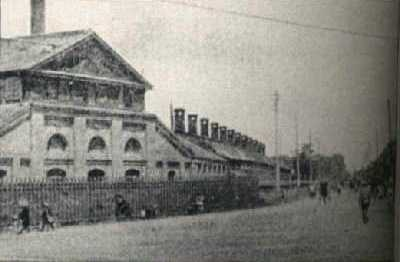
Ancien arsenal de Koishikawa à Tokyo, vers 1890

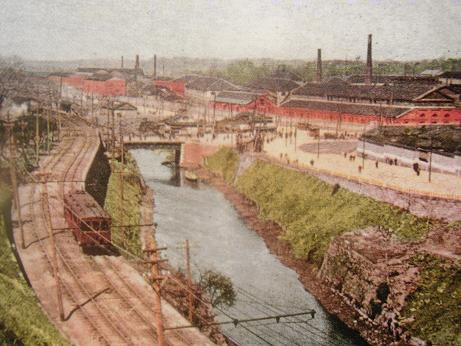
Vue de l'arsenal d'artillerie en brique rouge de la direction de Suidobashi

L'arsenal de Koishikawa (小石川工廠, Koishikawa Kōshō), officiellement nommé arsenal de l'armée impériale japonaise de Tokyo (日本帝国陸軍東京砲兵工廠, Nippon Teikoku Rikugun Tokyo Hōheikōshō), est une ancienne usine d'armement située dans le quartier de Koishikawa à Tokyo à l'emplacement de l'actuel Tokyo Dome City (en) et du jardin Koishikawa Kōraku-en. Il est placé sur le site de l'ancienne résidence du domaine de Mito à Edo.
L'arsenal est inauguré en 1871 peu après la restauration de Meiji. L'une de ses principales productions de départ est le fusil Murata (en), le premier fusil entièrement produit au Japon. En 1893, il produit environ 200 fusils et 200 000 cartouches quotidiennement. Il est particulièrement actif entre les deux guerres mondiales et produit le fusil Arisaka (en). L'arsenal produit également des avions pour l'armée japonaise et aussi pour l'armée impériale russe, qui commande 10 avions en 1916.
La discipline et l'organisation de l'arsenal ont la réputation d'être extrêmement strictes et il tient un rôle important dans le développement de la résolution des conflits du travail au Japon.
L'arsenal subit des dommages considérables durant le séisme de Kantō de 1923. Une reconstruction complète est jugée trop dispendieuse et l'arsenal est transféré à Kokura sur l'île de Kyūshū en octobre 1935 après 66 ans d'existence.
Le site de l'arsenal est aujourd'hui un parc municipal.